# Blonde and Blonder
Blonde and Blonder es una comedia canadiense, protagonizada por Denise Richards y Pamela Anderson, la que también participó como productora ejecutiva de la misma. La película fue dirigida por Dean Hamilton, y su estreno se llevó a cabo el 18 de enero de 2008 en Norteamérica.
La película no está relacionada con la película de Dumb & Dumber, pero hace un juego de palabras en el título.

## Trama
Dee Twiddle (Pamela Anderson) y Dawn St. Dom (Denise Richards) son dos rubias tontas que se conocen por primera vez dentro de un avión en una clase de vuelo. Dawn hace despegar la máquina, creyendo que Dee es la profesora, pero ésta también creía que Dawn era su profesora. En medio de la desesperación de no saber que hacer el avión se estrella en un campo de golf, pero ambas rubias sobreviven al accidente sin lesiones.
Las rubias se hacen buenas amigas y Dee se ofrece para llevar a Dawn a su casa, descubren entonces que han sido vecinas por más de un año. A partir de ese primer acercamiento sucesos impredecibles les comenzarán a suceder a Dee y a Dawn, desde que son asesinas en serie y se verán envueltas con la mafia sin intención alguna.

## Recepción
La película tuvo un costo aproximado de 8 millones de dólares, pero en taquilla solo logró recaudar 779.273 dólares.